# Calycomyza perplexa
Calycomyza perplexa är en tvåvingeart som beskrevs av Martinez 1992. Calycomyza perplexa ingår i släktet Calycomyza och familjen minerarflugor. Inga underarter finns listade i Catalogue of Life.